# Iglesia de la Asunción de Nuestra Señora (Baldellou)
La iglesia de la Asunción de Nuestra Señora de Baldellou (Provincia de Huesca, España) es una construcción de estilo románico de transición del siglo XIII.
La planta original es de nave única, y su arquitectura queda encubierta en el exterior por diversos edificios anexos, como el campanario de ladrillo del siglo XVIII; sólo en el interior, se notan sus formas originales.
Al interior, se compone de una nave cubierta con bóveda de cañón apuntado, precedida de amplio presbiterio, también apuntado y rematada por ábside de tambor cubierto con bóveda de cuarto de esfera, realizada con sillares de cuidadosa ejecución y colocación.
Capillas laterales fueron abiertas en épocas posteriores, y en su lado norte, las capillas intercomunicadas han dado lugar a una segunda nave paralela a la románica.
Una imposta de perfil de nacela recorre ábside, presbiterio y nave, como única decoración.
- Datos: Q5912326